# Stefan Hartmann (Theologe)
Stefan Hartmann (* 19. August 1954 in Oberhausen-Sterkrade) ist ein deutscher römisch-katholischer Theologe und Schriftsteller.

## Leben
Hartmann besuchte das Benediktinerkollegium im schweizerischen Sarnen, Kanton Obwalden, das Freiherr-vom-Stein-Gymnasium in Oberhausen-Sterkrade und die Leibnizschule Hannover. Als AFS-Austauschschüler erwarb er 1972 das High School Diploma in Marshall, Minnesota, 1973 absolvierte er das Abitur am Aloisiuskolleg in Bad Godesberg. 1974 begann er ein Studium der Psychologie, Philosophie und Theologie an der Universität Freiburg im Uechtland, wechselte 1976 an die Universität Trier und später nach Freiburg im Breisgau an die Albert-Ludwigs-Universität, wo er 1979 sein Diplom erreichte. Seit 1977 ist er Mitglied der katholischen Studentenverbindung KDStV Hercynia Freiburg im Breisgau. Nach Exerzitien bei Hans Urs von Balthasar in Kehrsiten trat er 1979 in das Priesterseminar Trier ein. Nach seiner Diakonweihe am 19. Dezember 1981 empfing er am 10. Juli 1982 in Trier die Priesterweihe durch Bischof Hermann Josef Spital.
Von 1982 bis 1985 war Hartmann Kaplan in Saarlouis-Fraulautern und ab 1985 Vikar in Remagen-Kripp. 1988 wurde er Pfarrer in Neuwied-Niederbieber. Weitere berufliche Stationen waren Bad Säckingen (1990–1993 Kur- und Klinikseelsorger), Wien (1993–1996 Universitätsseelsorger), Kronach-Neuses und Theisenort (1996–2001), sowie Oberhaid (Oberfranken) (seit September 2001). Im Jahr 2003 wurde er gemäß CIC in das Erzbistum Bamberg inkardiniert.
Hartmann wurde 2004 aufgrund einer Arbeit über Hans Urs von Balthasar an der Katholischen Universität Eichstätt zum Lic. theol. und 2008 aufgrund der Dissertation Maria in der Heilsgeschichte : Eine theologiegeschichtlich-systematische Untersuchung der Mariologie des Heinrich M. Köster, mit summa cum laude zum Dr. theol. promoviert. Neben seinen Büchern veröffentlichte er zahlreiche Artikel und Buchbesprechungen, unter anderem in „Freiburger Rundbrief“, „Die Tagespost“, „Klerusblatt München“, „Mut“ (Asendorf) und „Stimmen der Zeit“.
2010 publizierte Hartmann im Be&Be-Verlag zahlreiche Aufsätze unter dem Titel Standorte : Theologische Skizzen und Gestalten, 2012 in Berlin (book-on-demand) ein Plädoyer „Offene Kirche für einen offenen Glauben“ zum Konzilsjubiläum und zum dazu ausgerufenen Jahr des Glaubens. Im Februar 2015 erschien in Mut : Forum für Kultur, Politik und Geschichte (Asendorf) sein Aufsatz Martin Luther und die Kirchen : Gedanken eines Katholiken. Nach seiner Laisierung publizierte Hartmann 2016 einen Lebensbericht unter dem Titel 33 Jahre Kleriker. 2021 und 2023 erschienen im Be+Be Verlag Heiligenkreuz die Essaybände „Quid est veritas?“ und „Veritatis splendor et gaudium/Ratzingeriana“.

## Öffentliche Auseinandersetzung mit dem Zölibat
Bundesweite Bekanntheit erlangte Hartmann, als er sich in einer Nachtcafé-Sendung des SWR vom 10. Januar 2014 dazu bekannte, Vater einer 24-jährigen Tochter zu sein. Am 15. Januar 2014 untersagte das Erzbischöfliche Ordinariat Bamberg Hartmann durch eine Monitio, sich weiterhin zum Zölibat zu äußern, da die Äußerungen des Priesters „bei den Gläubigen Verwirrung ausgelöst“ hätten. Der Versuch Hartmanns im Jahr 2012, bei zwei evangelischen Landeskirchen eine Anstellung als Pfarrer zu finden, war ebenso Gegenstand des Schreibens. Dieses Vorhaben habe Hartmann zwar abgebrochen, sich aber nicht davon distanziert.
Am 21. Januar 2014 veröffentlichten das Erzbischöfliche Ordinariat Bamberg und Stefan Hartmann eine gemeinsame Erklärung. Zuvor hatte Hartmann auf seiner Facebookseite und über KNA das Mahnschreiben des Erzbischöflichen Ordinariates Bamberg veröffentlicht. Am 24. April 2014 veröffentlichte Hartmann, nachdem sich der Bamberger Erzbischof Ludwig Schick zu einer diskreten Weiterleitung nicht in der Lage gesehen habe, auf Facebook einen Appell an Papst Franziskus mit einem Gesuch um Dispens vom Zölibat unter dem Titel „Barmherzigkeit! Jetzt!“.
Im Oktober 2015 kündigte Hartmann an, künftig mit einer Frau zusammenleben zu wollen. Er wurde daraufhin von seinem Diözesanbischof von seinen Ämtern entbunden und durfte ab diesem Zeitpunkt in der katholischen Kirche auch keine priesterlichen Dienste mehr ausüben. Hartmann bat den Papst um Dispensierung von den Weiheversprechen; am 19. Januar 2016 wurde ihm von seinem Ortsbischof das Dekret überreicht, das ihn aus dem Klerikerstand entlässt. Seither arbeitet Hartmann als freiberuflicher Schriftsteller und Trauerredner in Bamberg. Seit 2018 ist Hartmann mit der Autorin Sandra Dorn standesamtlich verheiratet, seit 2019 auch kirchlich.

## Schriften
- Christo-Logik der Geschichte bei Hans Urs von Balthasar. Zur Systematik und Aktualität seiner frühen Schrift „Theologie der Geschichte“. Verlag Dr. Kovaċ, Hamburg 2004, ISBN 3-8300-1452-X.
- Die Magd des Herrn. Zur heilsgeschichtlichen Mariologie Heinrich M. Kösters. Pustet Verlag, Regensburg 2009, ISBN 978-3-7917-2183-5.
- Standorte. Theologische Skizzen und Gestalten. Be&Be, Heiligenkreuz im Wienerwald 2010, ISBN 978-3-902694-15-7.
- Quid est veritas? Theologische Essays und Portraits. Be&Be, Heiligenkreuz 2021, ISBN 978-3-903602-35-9.
- Veritatis splendor et gaudium. Theologische Essays und Ratzingeriana. Be+Be, Heiligenkreuz 2023, ISBN 978-3-903602-79-3.
- Klarstellungen in einer Zeitenwende. Fe-Medien, Kißlegg 2024, ISBN 978-3-86357-414-7.